# Antoni Gaudí
Antoni Gaudí, punim imenom Antoni Plàcid Guillem Gaudí i Cornet (1852. – 1926.), bio je katalonski arhitekt art nouveaua, poznat po svom originalnom stilu i iznimno osobnom dizajnu. 

## Životopis
Gaudí je rođen u malom gradiću Reus, provincija Tarragona, (Španjolska) 1852. godine. Oko njegovog mjesta rođenja danas se nadmeću gradići Riudoms i Reus, iako većina njegovih biografa smatraju da se rodio u Reusu. Roditelji su mu bili Francesc Gaudí Serra i Antònia Cornet Bertran. 
Gaudí je bio najmlađe od petero djece, a od ranih dana je bio bolestan od reume. Najčešće zbog bolova nije mogao hodati, tako da je morao jahati na magarcu. Nije bio među boljim đacima i jedini predmet koji je volio bila je geometrija. 
Kao sedamnaestogodišnjak stiže u Barcelonu u namjeri da studira arhitekturu. Gaudi je rijetko crtao detaljne planove svojih djela, već je radije stvarao trodimenzionalne modele u skali i oblikujući detalje kako ih je zamislio.
Gaudí je studirao arhitekturu na Višoj tehničkoj školi za arhitekturu (španj. La Escuela Técnica Superior de Arquitectura) u Barceloni od 1873. do 1877. god. Zbog nedostatka novca, usporedo sa studijem, radi kao tehnički crtač i ponekad kao dizajner namještaja. Budući da je te poslove odlično radio, za različite projekte ga primaju dvojica poznatih katalonskih arhitekata, Josep Fontserè i Joan Martorell. Na studijama je ostvario samo osrednje ocjene iz arhitekture, ali odlične iz "probnih nacrta i projekata." Kada je 1878. god. njegov profesor Elies Rogent potpisivao njegovu diplomu, izjavio je: »Qui sap si hem donat el diploma a un boig o a un geni: el temps ens ho dirà« (»Tko zna jesmo li ovu diplomu dali luđaku ili geniju: samo vrijeme će pokazati«). Dvadesetšestogodišnji Gaudi je odmah započeo projektirati svoja djela i ostao je povezan s ovom školom cijeli život.
Za početak u profesiji radi kao dizajner interijera i dekorater. Jedna od vitrina koju je dizajnirao za poznati vrtić, Casa Cornellà, u Barceloni, biva izabrana za Univerzalnu izložbu u Parizu, 1878. godine. Taj čin pravi je preokret u profesionalnom i privatnom životu mladog Gaudíja. Eusebi Güell, jedan od uvaženih poslodavaca tekstilne industrije u Kataloniji, bio je impresioniran elegancijom i modernim stilom te vitrine, te je postao Gaudíjev glavni klijent i mecena, po kome će kasnije dobiti ime i Park Güell.
Gaudijeva djela odražavaju individualan i osebujan stil, od kojih se većina nalazi u Barceloni. Na njegovo djelo uvelike je utjecala arhitektura, priroda i religija. Uzeo je u obzir svaki detalj svojih kreacija, kao što su vitraji, keramika, kovano željezo i stolarija. Također je uveo nove tehnike u obradi materijala, kao što je trencadis. Pod utjecajem neogotičke umjetnosti i orijentalnih tehnika, postao je dijelom modernističkog pokreta koji je dosegao vrhunac krajem 19. i početkom 20. stoljeća.
U kasnijim se godinama posvetio isključivo izgradnji svog remek djela – katedrale Svete obitelji (Sagrada Família).  
Njegovo remek-djelo, još nedovršena Sagrada Família, najposjećeniji je spomenik u Španjolskoj. U razdoblju od 1984. do 2005. godine, sedam njegovih djela UNESCO je proglasio svjetskom baštinom. Gaudijeva se rimokatolička vjera pojačala tijekom njegova života i religiozne slike pojavljuju se u mnogim njegovim djelima. To mu je priskrbilo nadimak "Božji arhitekt" i dovelo do poziva na njegovu beatifikaciju. 
Dana 7. lipnja 1926. godine, Antonija Gaudíja je pregazio tramvaj. Zbog njegovog lošeg izgleda i praznih džepova taksisti su ga odbili voziti u bolnicu u strahu da neće moći platiti vožnju. Nitko nije prepoznao najslavnijeg arhitekta Barcelone, dok ga prijatelji nisu pronašli u bolnici za siromašne sljedećeg dana. Kada su ga htjeli premjestiti u bolju bolnicu, on je to odbio. Umro je dva dana kasnije, a za njim je žalila cijela Barcelona.

## Najznačajniji radovi
- Casa Vicens (1878. – 1880.)
- Palača Güell (1885. – 1889.)
- Terezijanski koledž (1888. – 1890.)
- Casa Calvet (1899. – 1904.)
- Casa Batlló (1905. – 1907.)
- Casa Milà (La Pedrera) (1905. – 1907.)
- Park Güell (1900. – 1914.)
- Sagrada Família (1884. – 1926.)

Mnogi njegovi radovi se nalaze u centru Barcelone. Osam ih je UNESCO proglasio za svjetsku baštinu.